# Dvanáct kmenů Izraele (rastafariánství)

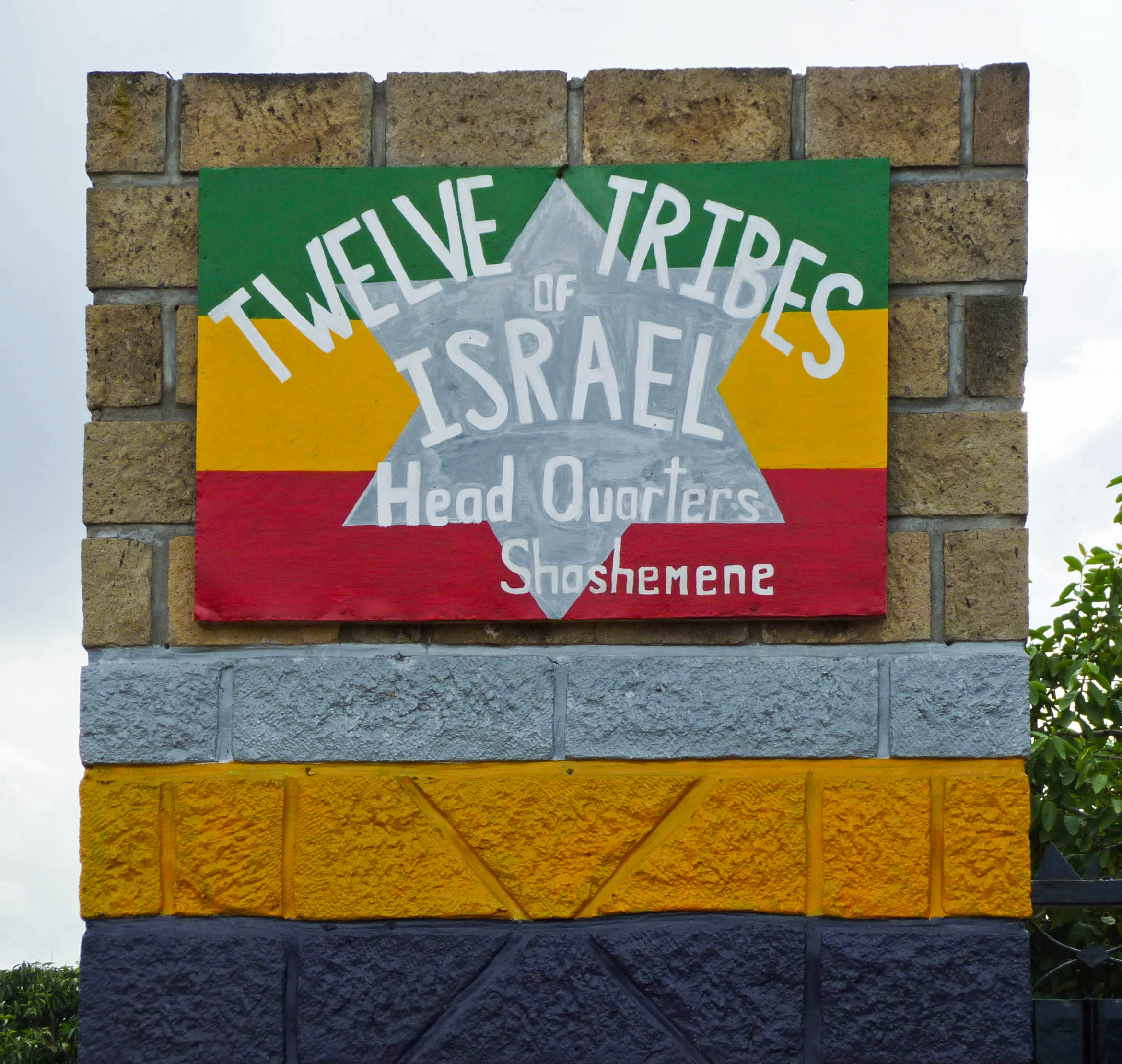
Budova ústředí Dvanácti kmenů izraelských v Šašemane

Dvanáct kmenů Izraele je v rámci rastafariánství náboženské hnutí založené na Jamajce roku 1968. Zakladatelem byl Dr. Vernon Carrington, známý v hnutí také jako "prorok Gád". Odkazuje se na citát ze Zj 7, 2 (Kral, ČEP).
Rastafariáni z tohoto hnutí se považují za přímé potomky biblického krále Šalamouna a královny ze Sáby a za jeden ze ztracených kmenů Izraele. 